# Setaria welwitschii
Setaria welwitschii là một loài thực vật có hoa trong họ Hòa thảo. Loài này được Rendle miêu tả khoa học đầu tiên năm 1899.